# 萬國通路
萬國通路（英文及國際品牌名稱：eminent）是臺灣一家從設計開發、製造、銷售到售後維修的行李箱、包、袋的公司。
創立於1979年，由謝明振創立，致力於研發輕量化行李箱，材質一路從ABS、PC、PP 改革至TPO。
2012年，經濟部審核通過「鮭魚返鄉」首批廠商，萬國通路就是其中之一。
2013年12月22日，「萬國通路產業園區」正式動土。
其中萬國通路金牌等級（Eminent gold）行李箱，如Z8 Emerson 鋁鎂合金箱、Z19 Grayson 全鋁鎂合金行李箱更提供長達七年的保修服務。

## 外部連結
- （美式英语） 萬國通路官方網站
- （繁體中文） 萬國通路台灣官方網站
- （简体中文） 卓越飛揚大陸官方網站
- （繁體中文） 萬國通路創意觀光工廠
- （繁體中文） 萬國通路IG
- （繁體中文） 萬國通路Facebook